# 弗拉塔波莱西内
弗拉塔波莱西内（義大利語：Fratta Polesine）是意大利威尼托大区罗维戈省的一个镇，人口约2800人（2004年）。